# لوسيان كانون
لوسيان كانون هو محامي وقاضي وسياسي كندي، ولد في 16 يناير 1887 في فيكتوريا فيل في كندا، وتوفي في 14 فبراير 1950 في مدينة كيبك في كندا. حزبياً، نشط في الحزب الليبرالي الكندي وحزب كيبيك الليبرالي. وقد انتخب عضو الجمعية الوطنية في كيبك ‏ وانتخب عضو مجلس العموم الكندي.